# Zyzomys palatilis
Il ratto delle rocce della Carpentaria (Zyzomys palatilis  Kitchener, 1989) è un roditore della famiglia dei Muridi endemico dell'Australia.

## Descrizione

### Dimensioni
Roditore di medie dimensioni, con la lunghezza della testa e del corpo tra 130 e 200 mm, la lunghezza della coda tra 100 e 150 mm, la lunghezza del piede tra 27 e 28 mm, la lunghezza delle orecchie tra 18 e 19 mm e un peso fino a 140 g.

### Aspetto
Le parti superiori variano dal bruno-grigiastro al bruno-giallastro, e sono cosparse di peli nerastri, mentre le parti inferiori sono bianche cosparse di chiazze giallastre. La coda è più corta della testa e del corpo, solitamente rigonfia alla base, bruno-olivastra sopra e biancastra sotto, si assottiglia gradualmente verso la punta, è ricoperta finemente di peli nerastri, più lunghi all'estremità.

## Distribuzione e habitat
Questa specie è conosciuta soltanto in alcuni affioramenti rocciosi lungo il confine tra il Territorio del Nord e il Queensland.
Vive in boscaglie monsoniche nelle scarpate e nelle gole d'arenaria. Talvolta si trova anche nelle savane alberate intorno alle foreste monsoniche.

## Conservazione
La IUCN Red List, considerato che tutti gli individui di questa specie vivono in una località dove l'habitat forestale è in continuo degrado, classifica Z.palatilis come specie in grave pericolo (CR).